# Campeonato de Primera División 1921 (Venezuela)
El torneo que constituyó el Campeonato de Primera División 1921 fue el I torneo de la era amateur de la Primera División de Venezuela. El torneo fue organizado en la ciudad de Caracas.
No se ha encontrado mucha información en relación con este torneo. Sólo se sabe que participaron, al menos, dos equipos: Américas Fútbol Club (campeón) y Centro Atlético Sport Club (subcampeón).

Las iniciativas cobraron mayor importancia cuando, a partir de 1921, jesuitas y salesianos organizaron en sus colegios los primeros torneos interclases. En efecto, en 1921, los salesianos celebraron un primer campeonato que podría calificarse de semioficial, el cual fue ganado por el club América. Desde ese momento arrancan los campeonatos de primera división, que se desarrollaron hasta 1956
Revista El Desafío de la Historia

En el libro Caracas y su fútbol de antaño, de Napoleón Arráiz, se cuenta:

Centro Atlético era, a la sazón, enemigo invencible. Heredero de la tradición del América en el que jugaban los pioneros futbolísticos Alejandro Rescaniere, Jaime Manzaneda, Pedro Luis Betancourt, Pius Schlageter.

Campeón
Las Américas Fútbol Club
1.er título